# Жван (село)
Жван —  село в Україні, у Мурованокуриловецькій селищній громаді Могилів-Подільського району Вінницької області. 
Поблизу села у XX ст. виявлено Жванське родовище фосфоритів.

## Природно-заповідний фонд

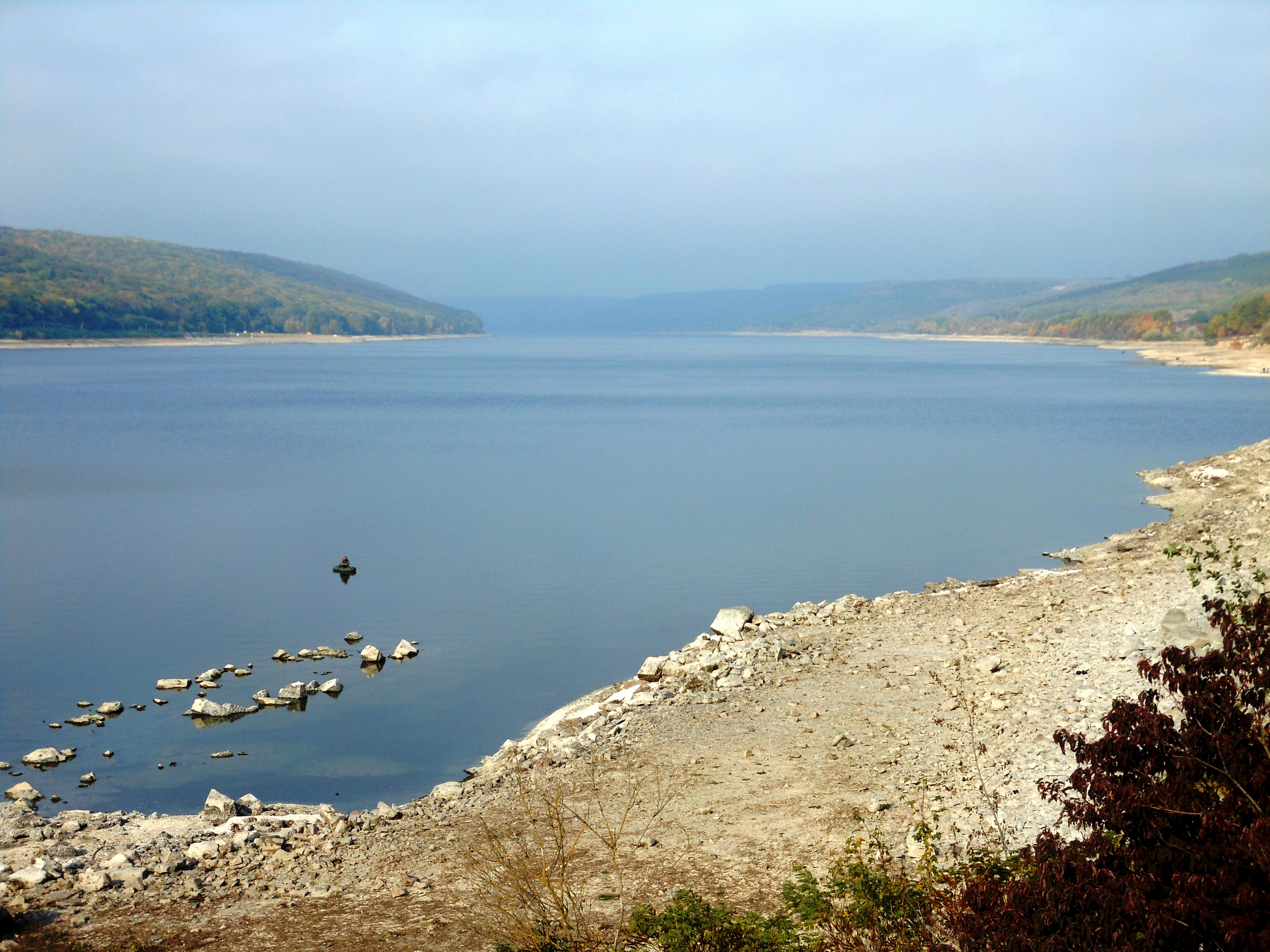
Річка Дністер зі сторони с. Жван

- На північно-східній околиці села знаходиться ботанічний заказник місцевого значення Дошка
- На південно-західній околиці села знаходиться ландшафтний заказник місцевого значення Дністер

## Історія
7 (20) листопада 1917 року, відповідно до Третього Універсалу Української Центральної Ради, увійшло до складу Української Народної Республіки.
Під час проведеного радянською владою Голодомору 1932—1933 років померло щонайменше 80 жителів села.
12 червня 2020 року, відповідно до Розпорядження Кабінету Міністрів України № 707-р «Про визначення адміністративних центрів та затвердження територій територіальних громад Вінницької області», увійшло до складу Мурованокуриловецької селищної громади.
19 липня 2020 року, в результаті адміністративно-територіальної реформи та ліквідації Мурованокуриловецького району, село увійшло до складу новоутвореного Могилів-Подільського району.

## Населення

### Мова
Розподіл населення за рідною мовою за даними перепису 2001 року.
| Мова       | Відсоток |
| ---------- | -------- |
| українська | 99,33%   |
| російська  | 0,45%    |

## Галерея

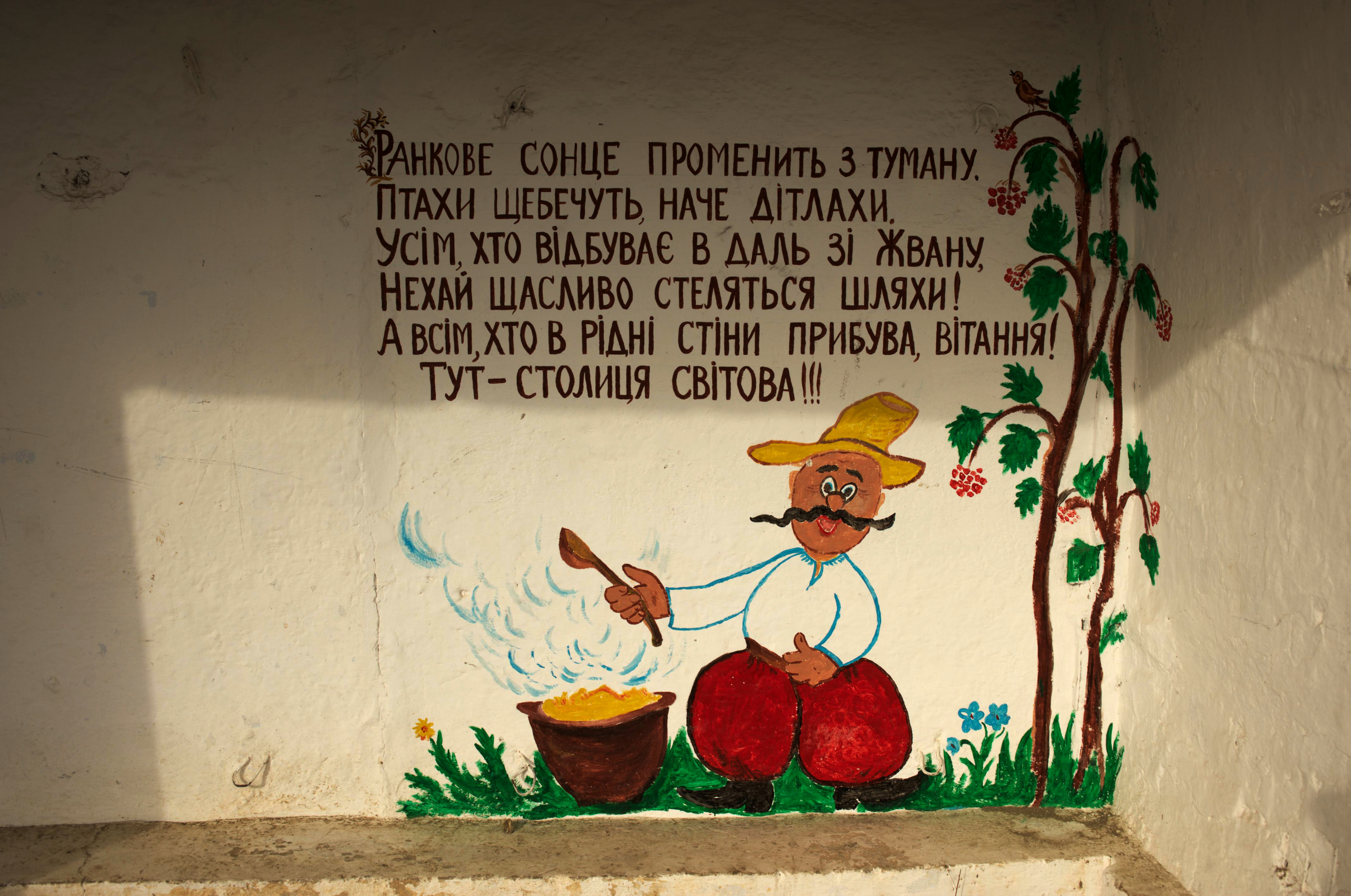
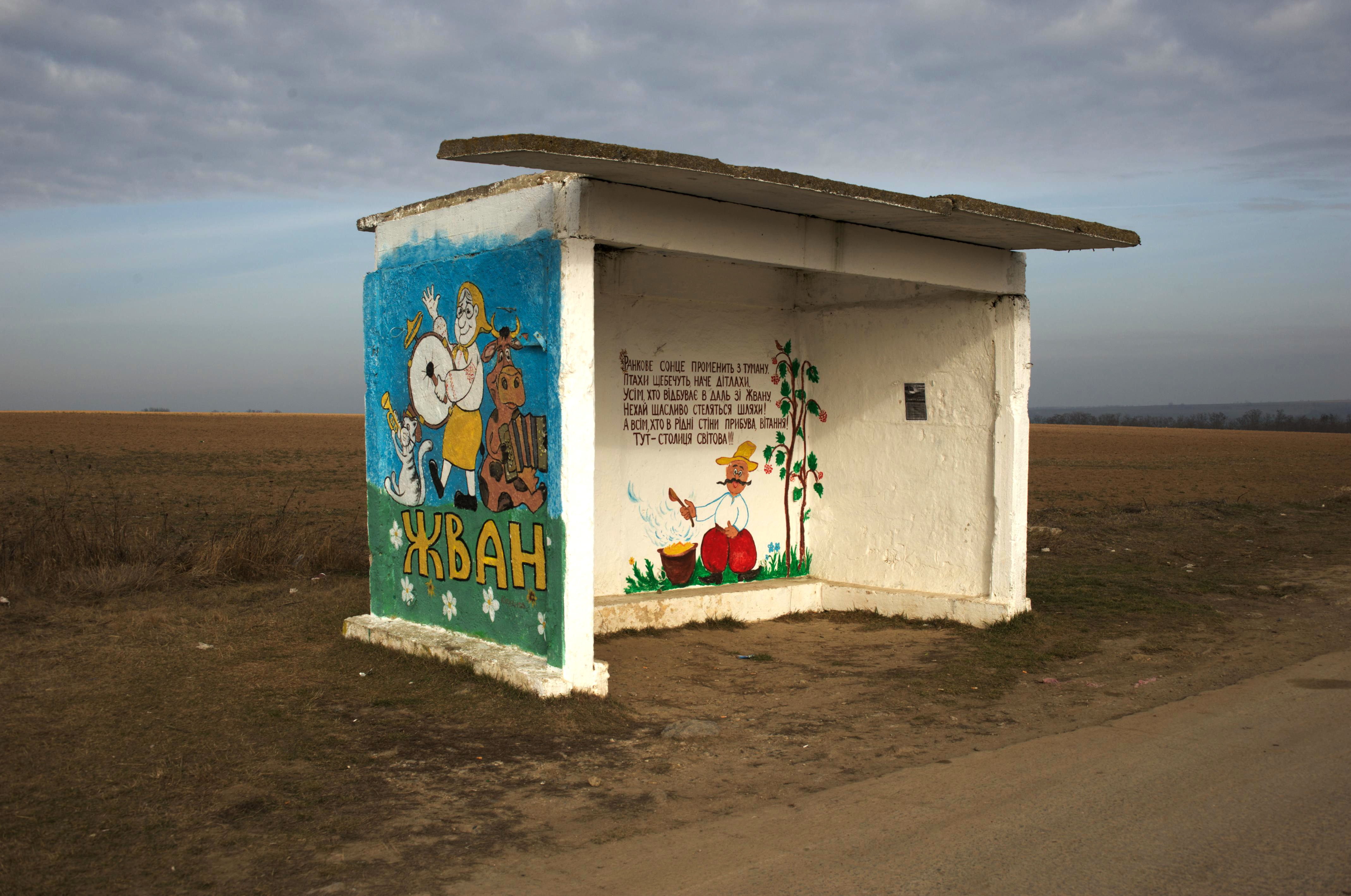

## Уродженці
- Ставнюк Віктор Володимирович — доктор історичних наук, фахівець з античної історії;
- Чернілевський Станіслав Болеславович — поет, кіносценарист, кінооператор, режисер кінодубляжів українською мовою. Учасник Революції Гідності, на якій отримав три кульові поранення у ніч з 18 на 19 лютого 2014.